# Кадзё, Синдзи
Синдзи Кадзё (яп. 梶尾真治 24 декабря 1947) — известный японский писатель, автор научной фантастики и фэнтези, переводчик научной фантастики.

## Рождение
Синдзи Кадзё родился 24 декабря 1947 года в префектуре Кумамото.
В 2002 году по тексту романа «Yomigaeri» автора был снят одноименный фильм. Он также стал соавтором Манга (японской разновидности комиксов) «Воспоминания Эманон» из серии иллюстратора Цурута Кэндзи (который дополнительно иллюстрирует серию), который был опубликован в ежемесячном журнале Комиксов". Эта манга была основана на романе Синдзи Кадзё и стала началом его давнего серии коротких рассказов «Еманон».

## Награда
Синдзи Кадзё в 1991 году стал победителем японской премии писателей, пишущих в жанре научной фантастики Nihon SF Taisho Award за созданный комикс.

## Переводы на английский язык
- «Reiko’s Universe Box» («Speculative Japan», Kurodahan Press, 2007)[5]
- «Emanon: A Reminiscence» («Speculative Japan 2», Kurodahan Press, 2011)[6]